# Gabriele Ferrarini
Gabriele Ferrarini, né le 9 avril 2000 à La Spezia, est un footballeur italien qui évolue au poste d'arrière droit au Feralpisalò, en prêt de la Fiorentina.

## Biographie

### Carrière en club
Formé à la Fiorentina, Ferrarini rejoint le club de Pistoiese en Serie C pour un prêt d'une saison le 29 août 2019.
Il fait ses débuts professionnels dans le championnat de troisième division le 1er septembre 2019 lors d'un match contre la Pergolettese, titulaire et jouant l'intégralité de la rencontre. Il marque son premier but professionnel quelques semaines plus tard lors d'un match nul 1-1 contre Côme.
Le 25 août 2020, il est à nouveau prêté, cette fois en Serie B à Venezia. Cumulant en tout 17 présence dans le championnat italien, il permet à son équipe de remporter la promotion en Serie A. Mais la saison suivante c'est à nouveau en B qu'est prêté le jeune défenseur, rejoignant cette fois le Perugia Calcio en Ombrie,.

### Carrière en sélection
Déjà international italien en équipes de jeunes, des moins de 18 aux moins de 20 ans, Ferrarini est appelé pour la première fois en équipe d'Italie espoirs fin août 2021.
Il fait ses débuts avec la sélection espoirs le 3 septembre 2021, lors d'une victoire 3-0 à domicile contre le Luxembourg, comptant pour les éliminatoires du Championnat d'Europe,.